# Halálozások 1965-ben
Ez a szócikk az 1965-ös évben elhunyt nevezetes személyeket sorolja fel.

### Ismeretlen hónap
| Dátum          | Név                       | Foglalkozás / tisztség                                                                           | Kor | Forrás |
| -------------- | ------------------------- | ------------------------------------------------------------------------------------------------ | --- | ------ |
| Ismeretlen nap | Angyal Kálmán             | festőművész                                                                                      | 065 |        |
| Ismeretlen nap | Balla Béla                | festő, grafikus                                                                                  | 083 | —      |
| Ismeretlen nap | Bauer Hilda               | tanítónő, emlékíró                                                                               | 078 | —      |
| Ismeretlen nap | Zef Benusi                | albán jogász, politikus, oktatásügyi miniszter                                                   | 065 | —      |
| Ismeretlen nap | Cziffery József           | magyar származású uruguayi festőművész                                                           | 063 | —      |
| Ismeretlen nap | Eördögh Ferenc            | mesemondó                                                                                        | 065 |        |
| Ismeretlen nap | Faragó Endre              | romániai magyar gyógyszerész                                                                     | 079 | —      |
| Ismeretlen nap | Ernest Gevers             | olimpiai ezüstérmes (1920 és 1924)belga párbajtőrvívó                                            | 074 |        |
| Ismeretlen nap | Ivaszaki Takizó           | japán üzletember, aki az 1930-as években a műanyag ételmásolatok divatját megteremtette Japánban | 070 | —      |
| Ismeretlen nap | Peics Sándor              | válogatott labdarúgó, balfedezet, edző                                                           | 066 |        |
| Ismeretlen nap | Qanî                      | kurd költő                                                                                       | 066 | —      |
| Ismeretlen nap | Nyina Vasziljevna Szavina | olimpiai bronzérmes (1952) szovjet-orosz kenus                                                   | 050 |        |

## December
| Dátum        | Név                        | Foglalkozás / tisztség | Kor | Forrás |
| ------------ | -------------------------- | --- | --- | ------ |
| december 30. | Herczeg Vilmos             | színész | 082 | —      |
| december 29. | Jamada Kószaku             | japán zeneszerző és karmester                                                                                               | 079 |        |
| december 28. | Justus Pál                 | költő, műfordító, társadalomtudományi író, szociáldemokrata ideológus                                                       | 060 | —      |
| december 28. | Bertram Macdonald          | olimpiai ezüstérmes (1924) brit atléta, hosszútávfutó                                                                       | 063 |        |
| december 28. | Radó Tibor                 | matematikus | 070 | —      |
| december 28. | Simon Béla                 | fogorvos, orvosi szakíró | 073 | —      |
| december 27. | Edgar Ende                 | német szürrealista festő | 064 |        |
| december 24. | Barsy Andor                | magyar származású német operatőr                                                                                            | 066 | —      |
| december 24. | William M. Branham         | amerikai keresztény lelkipásztor                                                                                            | 056 | —      |
| december 24. | Otto Rosing                | grönlandi pap, író, festő, szobrász                                                                                         | 069 |        |
| december 23. | Pitroff Pál                | állami gimnáziumi tanár és igazgató, író, a Szent István Akadémia tagja                                                     | 081 | —      |
| december 22. | Prihoda István             | rézkarcoló, grafikus, festőművész, olimpikon sportlövő                                                                      | 074 | —      |
| december 22. | Lauri Viita                | finn költő, író | 049 | —      |
| december 21. | Claude Champagne           | kanadai-francia zeneszerző                                                                                                  | 074 | g      |
| december 21. | Szavaki Kódó               | japán zen-buddhista vezető                                                                                                  | 085 |        |
| december 20. | Egon von Eickstedt         | német antropológus, a fajelmélet ideológusa                                                                                 | 073 |        |
| december 18. | Karádi Nagy Lajos          | romániai magyar jogász, sportszakember, újságíró                                                                            | 079 | —      |
| december 18. | Ture Wersäll               | olimpiai bronzérmes (1906) svéd kötélhúzó                                                                                   | 082 |        |
| december 17. | Hastings Ismay             | brit katonatiszt, politikus, diplomata, a NATO főtitkára (1952–1957)                                                        | 078 |        |
| december 16. | William Somerset Maugham   | angol regényíró, elbeszélő, drámaíró                                                                                        | 091 |        |
| december 16. | Gussie Mueller             | amerikai dzsesszklarinétos                                                                                                  | 075 | —      |
| december 16. | III. Tupou Salote          | tongai királynő | 065 | —      |
| december 15. | Visarion Xhuvani           | albán görögkeleti egyházi vezető, teológus, politikus                                                                       | 078 |        |
| december 14. | Fekete Pál                 | sportújságíró | 065 | —      |
| december 14. | Hellmuth Felmy             | német katonatiszt a második világháborúban, a háború után a civil lakosság ellen elkövetett bűncselekmények miatt elítélték | 080 |        |
| december 14. | Leopoldine Konstantin      | osztrák színésznő | 079 |        |
| november 12. | Halvdan Koht               | norvég történész, politikus, irodalomtörténész, egyetemi tanár, irodalomkritikus és biográfus                               | 092 | —      |
| december 11. | Sulamith Goldhaber         | osztrák-amerikai atomfizikus                                                                                                | 042 |        |
| december 11. | Kovács Elemér              | válogatott labdarúgó, fedezet, csatár, majd játékvezető, edző                                                               | 075 | —      |
| december 11. | Luigi Maiocco              | olimpiai bajnok (1912 és 1920 és 1924) olasz tornász                                                                        | 073 | —      |
| december 11. | Rafael Hernández Marín     | Puerto Ricó-i zenész, dalszerző                                                                                             | 074 |        |
| december 10. | Lars Christensen           | norvég üzletember, hajózási vállalkozó, sarkkutató                                                                          | 081 |        |
| december 10. | Wiener János               | válogatott labdarúgó, hátvéd                                                                                                | 069 | —      |
| december 8.  | Ejury Lajos                | gyógyszerész, kémikus, tanár, úszóbajnok, az első, 1897. évi Balaton-átúszó verseny győztese                                | 095 |        |
| december 8.  | Dean Benjamin McLaughlin   | amerikai csillagász | 064 |        |
| december 7.  | Márk Mihály                | romániai magyar református egyházi író, szerkesztő, elbeszélő                                                               | 084 | —      |
| december 6.  | Farkas Mihály              | kommunista politikus, honvédelmi miniszter                                                                                  | 061 |        |
| december 6.  | Kocsis Ferenc              | lapszerkesztő, szakíró, orvos                                                                                               | 051 | —      |
| december 6.  | Muhammad Nadzsíb ar-Rubaji | iraki politikus, elnök (1958–1963)                                                                                          | 061 | —      |
| december 6.  | Giorgio Zampori            | többszörös olimpiai bajnok (1912 és 1920 és 1924) olasz tornász                                                             | 078 | [ 12 ] |
| december 5.  | Joseph Erlanger            | Nobel-díjas amerikai fiziológus                                                                                             | 091 |        |
| december 5.  | Pékity Péter               | bunyevác történész, irodalmár                                                                                               | 069 | —      |
| december 3.  | Balkányi Kálmán            | közgazdasági író, újságíró, lapszerkesztő, ügyvéd                                                                           | 082 | —      |
| december 3.  | Hank D’Amico               | amerikai klarinétos | 050 | —      |
| december 2.  | Halasi Béla                | jogász, közgazdász, gazdaságpolitikus                                                                                       | 078 | —      |

## November
| Dátum        | Név                                              | Foglalkozás / tisztség                                                                 | Kor | Forrás |
| ------------ | ------------------------------------------------ | -------------------------------------------------------------------------------------- | --- | ------ |
| november 30. | Pataki Maurus                                    | bencés szerzetes, pap, tanár                                                           | 072 | —      |
| november 29. | Lionel de Castellane-Majastres                   | olimpiai ezüstérmes (1920) francia tőrvívó, úszó                                       | 074 | —      |
| november 25. | Angelika Balabanova                              | oroszországi születésű olasz kommunista és szociáldemokrata politikus, író, szerkesztő | 088 |        |
| november 25. | Myra Hess                                        | brit zongoraművész                                                                     | 075 |        |
| november 24. | Bruce Logan                                      | olimpiai ezüstérmes (1912) brit evezős                                                 | 079 |        |
| november 23. | Erzsébet                                         | belga királyné                                                                         | 089 |        |
| november 22. | Dipa Nusantara Aidit                             | indonéz kommunista politikus                                                           | 042 |        |
| november 21. | Irina Nevická                                    | ruszin származású szlovák író                                                          | 078 | —      |
| november 20. | Dékány István                                    | filozófiai és szociológiai író, az MTA levelező tagja                                  | 079 | —      |
| november 20. | Kálfalvy Károly                                  | tanár                                                                                  | 086 | —      |
| november 20. | Krasznai Lajos                                   | szobrász, oltárépítő, egyházművész                                                     | 081 | —      |
| november 19. | Earl Johnson                                     | olimpiai ezüstérmes (1924) amerikai atléta, hosszútávfutó                              | 074 |        |
| november 18. | Henry A. Wallace                                 | amerikai politikus, újságíró, üzletember, az Egyesült Államok alelnöke                 | 077 |        |
| november 17. | Csaba Margit                                     | orvos, író, katolikus hitoktató                                                        | 067 | —      |
| november 16. | Johannes Brøndsted                               | dán régész, történész                                                                  | 075 |        |
| november 16. | William Thomas Cosgrave (Liam Tomás Mac Cosgair) | ír politikus, miniszterelnök (1922–1932)                                               | 085 |        |
| november 16. | Erik Heinrichs                                   | finn tábornok                                                                          | 075 |        |
| november 14. | Csermák Tibor                                    | grafikus, rajzfilmrendező                                                              | 038 |        |
| november 14. | Allen B. DuMont                                  | amerikai villamosmérnök, feltaláló, a katódsugárcsöves televízió kifejlesztője         | 064 |        |
| november 13. | Zadravecz István                                 | horvát származású ferences szerzetes, tábori püspök                                    | 081 | —      |
| november 11. | Gerinczy Pál                                     | római katolikus pap, szerzetes, tanár, prépost, felsőházi tag                          | 059 | —      |
| november 11. | Luis Arturo González López                       | guatemalai politikus, elnök (1957)                                                     | 064 | —      |
| november 10. | Aldo Nadi                                        | olimpiai bajnok (1920) olasz vívó                                                      | 066 | —      |
| november 9.  | Anatolij Konyev                                  | olimpiai ezüstérmes (1952) szovjet-orosz kosárlabdázó                                  | 044 |        |
| november 8.  | Emma Gramatica                                   | olasz színésznő                                                                        | 091 |        |
| november 8.  | Surányi János                                    | Kossuth-díjas mezőgazdász, egyetemi tanár, az MTA tagja                                | 079 | —      |
| november 6.  | Edgard Varèse                                    | francia származású olasz zeneszerző                                                    | 081 |        |
| november 6.  | Clarence Williams                                | amerikai dzsesszzongorista, zeneszerző, producer                                       | 067 |        |
| november 5.  | Dávid Mihály                                     | színész                                                                                | 067 | —      |
| november 4.  | Dickey Chapelle                                  | amerikai fotóriporter, haditudósító                                                    | 046 |        |
| november 4.  | Nyikolaj Csukovszkij                             | szovjet-orosz író, műfordító, újságíró                                                 | 061 |        |
| november 2.  | Herbert Vere Evatt                               | ausztrál jogász, bíró és politikus                                                     | 071 |        |
| november 2.  | Norman Morrison                                  | amerikai kvéker férfi, aki a vietnámi háború elleni tiltakozásul felgyújtotta magát    | 031 | —      |
| november 2.  | Muray Miklós                                     | magyar származású amerikai fényképész, műgyűjtő és olimpiai kardvívó                   | 073 | —      |
| november 2.  | Félix Paiva                                      | paraguayi politikus, elnök (1937–1939)                                                 | 088 |        |

## Október
| Dátum       | Név                           | Foglalkozás / tisztség                                                                                                  | Kor | Forrás |
| ----------- | ----------------------------- | --- | --- | ------ |
| október 31. | Botár Árpád                   | katonai hírszerző, újságíró                                                                                             | 082 | —      |
| október 31. | Daniel Burros                 | amerikai náci, aki öngyilkosságot követett el, amikor kiderült, hogy zsidó származású                                   | 028 |        |
| október 30. | Francisco Garza Gutiérrez     | mexikói labdarúgóhátvéd                                                                                                 | 061 | —      |
| október 30. | Michnay László                | adventista lelkész, egyházelnök, a Szabadegyházak Tanácsa főtitkára, Világ Igaza                                        | 072 | —      |
| október 30. | Arthur Wittmaack              | dán építész | 087 |        |
| október 28. | Earl Bostic                   | amerikai dzsessz-szaxofonista                                                                                           | 052 |        |
| október 27. | Bánó Irén                     | opera- és operett-énekesnő (szoprán)                                                                                    | 081 | —      |
| október 27. | Pászti Elemér                 | olimpiai ezüstérmes (1912) tornász, egyetemi gazdasági főfelügyelő, József Attila sógora                                | 075 | —      |
| október 27. | Guy Richardson                | olimpiai ezüstérmes (1948) brit evezős                                                                                  | 044 |        |
| október 27. | Ferdinand Sigg                | a metodista egyház svájci püspöke                                                                                       | 063 | —      |
| október 25. | Ascher Oszkár                 | Kossuth-díjas színész, előadóművész, színészpedagógus, színházigazgató                                                  | 068 |        |
| október 25. | Hans Knappertsbusch           | német karmester | 077 | —      |
| október 24. | Vəcihə Səmədova               | szovjet-azeri festőnő                                                                                                   | 040 | —      |
| október 22. | Paul Tillich                  | német-amerikai keresztény egzisztencialista filozófus és evangélikus teológus                                           | 079 | —      |
| október 21. | Bill Black                    | amerikai zenész | 039 |        |
| október 21. | Marie McDonald                | amerikai színésznő, énekesnő                                                                                            | 042 |        |
| október 21. | Ed Sol                        | olimpiai bronzérmes (1908) holland labdarúgó                                                                            | 084 |        |
| október 21. | Joaquín Vázquez               | spanyol labdarúgó | 068 |        |
| október 20. | Adler Miklós                  | festő, grafikus | 055 | —      |
| október 20. | Kelemen Endre                 | főorvos, egyetemi tanársegéd, törvényszéki orvosszakértő                                                                | 066 | —      |
| október 19. | Edward Willis Redfield        | amerikai impresszionista tájképfestő                                                                                    | 095 |        |
| október 18. | Beregi Oszkár                 | színész,rendező | 089 | —      |
| október 18. | Kertész Dezső                 | színész, színházigazgató                                                                                                | 075 | —      |
| október 18. | Terray Lajos                  | jogász, borászati szakértő, szakíró                                                                                     | 080 | —      |
| október 18. | Lauri Törni                   | finn katona a téli háború idején, később a Waffen-SS-ben, majd a vietnámi háború idején az amerikai hadseregben harcolt | 046 | —      |
| október 18. | Henry Travers                 | angol színész (Az élet csodaszép)                                                                                       | 091 |        |
| október 17. | Anders Henrikson              | svéd színész, filmrendező                                                                                               | 069 |        |
| október 16. | Augustin Vince                | orvos, belgyógyász, radiológus                                                                                          | 056 | [ 13 ] |
| október 16. | Veress Zoltán                 | Kossuth-díjas vegyészmérnök                                                                                             | 064 | —      |
| október 15. | Adolf Abraham Halevi Fraenkel | német-izraeli matematikus                                                                                               | 094 |        |
| október 15. | Kristóf György                | erdélyi magyar irodalomtörténész                                                                                        | 087 | —      |
| október 13. | Paul Hermann Müller           | Nobel-díjas svájci vegyész                                                                                              | 066 | —      |
| október 11. | Roberto Cherro                | olimpiai (1928) és világbajnoki (1930) ezüstérmes argentin válogatott labdarúgó                                         | 058 | —      |
| október 11. | Dorothea Lange                | német származású amerikai fotográfus, fotóriporter                                                                      | 070 | —      |
| október 11. | Hans Nielsen                  | német színész | 053 |        |
| október 10. | Badalik Sándor Bertalan       | domonkos szerzetes, katolikus pap, veszprémi püspök                                                                     | 074 | —      |
| október 10. | Mátrai Lajos                  | szobrász és éremművész                                                                                                  | 089 | —      |
| október 9.  | Szantrucsek Jenő              | festőművész | 062 | —      |
| október 8.  | Cserey Irma                   | színésznő | 087 |        |
| október 7.  | Jesse Douglas                 | Fields-érmes amerikai matematikus                                                                                       | 068 | [ 14 ] |
| október 7.  | Hotti Éva                     | színésznő | 045 | —      |
| október 5.  | Claus Cito                    | luxemburgi szobrász | 082 | —      |
| október 5.  | Reich Ernő                    | gépészmérnök, főmérnök, feltaláló                                                                                       | 078 | —      |
| október 5.  | Georges Vantongerloo          | belga festő és szobrász, a geometrikus absztrakció jeles képviselője                                                    | 079 | —      |
| október 4.  | Kováts J. István              | református teológus, országgyűlési képviselő, a Független Kisgazdapárt alelnöke                                         | 084 | —      |
| október 3.  | Max Picard                    | svájci orvos és kultúrfilozófus                                                                                         | 077 | —      |
| október 2.  | Fehér Gyula                   | színész, színészpedagógus                                                                                               | 086 | —      |
| október 2.  | Jakabffy Dezső                | színész, rendező, színigazgató                                                                                          | 070 | —      |
| október 2.  | Oskar Lange                   | lengyel közgazdász, diplomata                                                                                           | 061 |        |
| október 2.  | Vaszary Piri                  | színésznő | 064 | —      |

## Szeptember
| Dátum          | Név                            | Foglalkozás / tisztség | Kor | Forrás |
| -------------- | ------------------------------ | --- | --- | ------ |
| szeptember 30. | Fischer S. Gyula               | dévai ortodox főrabbi | 073 | —      |
| szeptember 29. | Ernesto Codignola              | olasz pedagógus, az olaszországi közoktatási reform és törvény (1923) egyik kidolgozója                                       | 080 | —      |
| szeptember 29. | Szász István                   | festőművész, főiskolai tanár                                                                                                  | 086 | —      |
| szeptember 28. | Eddie Gribbon                  | amerikai színész | 075 |        |
| szeptember 28. | Rónai Sándor                   | politikus, miniszter, 1950–52 között a Magyar Népköztársaság Elnöki Tanácsának elnöke, 1952-től az Országgyűlés elnöke        | 072 | —      |
| szeptember 27. | Clara Bow                      | amerikai színésznő (Szárnyak)                                                                                                 | 060 |        |
| szeptember 27. | Laczó István                   | operaénekes (hőstenor) | 061 | —      |
| szeptember 26. | Rubinyi Mózes                  | irodalomtörténész, nyelvész, a Magyar Tudományos Akadémia tagja                                                               | 084 | —      |
| szeptember 26. | Schmitterer Jenő               | műépítész, kormányfőtanácsos                                                                                                  | 080 | —      |
| szeptember 25. | Marya Delvard                  | a kabaré egyik első sztárja, dizőz, sanzonénekesnő                                                                            | 091 | —      |
| szeptember 23. | Ivan Osiier                    | olimpiai ezüstérmes (1912) dán vívó                                                                                           | 076 |        |
| szeptember 20. | Arthur Holmes                  | Wollaston-érmes angol geológus, geokronológus                                                                                 | 075 |        |
| szeptember 19. | Czeglédy Endre                 | mérnök, politikus, országgyűlési képviselő                                                                                    | 090 | —      |
| szeptember 19. | Kálmán Andor                   | romániai magyar zeneszerző, szövegíró, szerkesztő, újságíró                                                                   | 068 | —      |
| szeptember 19. | Lionel Terray                  | francia hegymászó | 044 | —      |
| szeptember 19. | J. W. Elmer Thomas             | amerikai politikus, szenátor (Oklahoma, 1927–1951)                                                                            | 089 | —      |
| szeptember 17. | Jacques Coutrot                | olimpiai (1924) és világbajnok francia tőr- és párbajtőrvívó, sportvezető, 1949–1952 között a Nemzetközi Vívószövetség elnöke | 067 | —      |
| szeptember 17. | Kszenyija Georgijevna Romanova | orosz hercegnő | 062 | —      |
| szeptember 17. | Terescsényi György             | költő, író | 074 | —      |
| szeptember 16. | An Ikthe                       | koreai zeneszerző, karmester és csellóművész, a dél-koreai himnusz, valamint a Koreai fantázia szerzője                       | 058 |        |
| szeptember 16. | Tom Burridge                   | olimpiai bajnok (1900) brit labdarúgó                                                                                         | 084 |        |
| szeptember 16. | Fred Quimby                    | Oscar-díjas amerikai filmproducer (Tom és Jerry)                                                                              | 079 |        |
| szeptember 15. | Husz Ödön                      | biológus, természettudományos szakíró, tankönyvíró                                                                            | 085 | —      |
| szeptember 15. | Vaszilij Sztruve               | orosz orientalista, az ókori Kelet professzora                                                                                | 076 | —      |
| szeptember 13. | Maurice del Valle              | francia jégkorongozó, olimpikon                                                                                               | 082 | —      |
| szeptember 12. | Szedő Lajos                    | színész, színházigazgató, dalszövegíró, színpadi szerző                                                                       | 045 | —      |
| szeptember 9.  | Louis Baillon                  | olimpiai bajnok (1908) brit (angol) gyeplabdázó                                                                               | 084 | —      |
| szeptember 9.  | Julián Carrillo                | mexikói avantgárd zeneszerző, karmester, hegedűművész                                                                         | 090 |        |
| szeptember 8.  | Dorothy Dandridge              | amerikai színésznő, énekesnő                                                                                                  | 042 |        |
| szeptember 8.  | Hermann Staudinger             | Nobel-díjas német kémikus | 084 |        |
| szeptember 7.  | Robert Benson                  | izlandi származású olimpiai bajnok (1920) kanadai jégkorongozó                                                                | 071 | —      |
| szeptember 4.  | Petényi Géza                   | Kossuth-díjas belgyógyász, gyermekgyógyász, egyetemi tanár, a Magyar Tudományos Akadémia tagja                                | 075 | —      |
| szeptember 4.  | Albert Schweitzer              | Nobel-békedíjas német teológus, filozófus, orgonaművész, tanár, orvos                                                         | 090 |        |
| szeptember 2.  | Bernáth Antal                  | földbirtokos, katonatiszt, politikus, 1956-os szabadságharcos, költő                                                          | 050 | —      |
| szeptember 2.  | Borsos József                  | királyi ügyész, a Szolnoki Királyi Ügyészség elnöke                                                                           | 089 | —      |

## Augusztus
| Dátum         | Név                           | Foglalkozás / tisztség                                                               | Kor | Forrás |
| ------------- | ----------------------------- | ------------------------------------------------------------------------------------ | --- | ------ |
| augusztus 30. | Pauline Garon                 | kanadai színésznő                                                                    | 064 |        |
| augusztus 30. | Píndaro de Carvalho Rodrigues | brazil labdarúgóhátvéd, edző                                                         | 073 | —      |
| augusztus 29. | Wix György                    | Kossuth-díjas orvos, mikrobiológus, egyetemi tanár                                   | 041 |        |
| augusztus 28. | Giulio Racah                  | olasz-izraeli matematikus és fizikus                                                 | 056 |        |
| augusztus 27. | Le Corbusier                  | francia építész, teoretikus                                                          | 077 |        |
| augusztus 26. | Hobán Jenő                    | erdélyi magyar költő, műfordító                                                      | 053 | —      |
| augusztus 24. | Mart Kuusik                   | olimpiai bronzérmes (1912) észt nemzetiségű orosz, majd szovjet evezős               | 087 |        |
| augusztus 24. | Szepessy Schaurek Ottmár      | katona, olimpikon és lovaglótanár                                                    | 063 | —      |
| augusztus 23. | Johnny Hayes                  | olimpiai bajnok (1908) amerikai atléta, maratoni futó                                | 079 | [ 15 ] |
| augusztus 22. | Ellen Church                  | amerikai gondozónő, az első női légiutas-kísérő                                      | 060 | —      |
| augusztus 21. | Odile Defraye                 | belga kerékpárversenyző, az 1912-es Tour de France győztese                          | 077 |        |
| augusztus 21. | Osváth Béla                   | irodalomtörténész, dramaturg, kritikus, színházigazgató                              | 039 |        |
| augusztus 18. | Philip La Follette            | amerikai politikus, kormányzó (Wisconsin, 1931–1933 és 1935–1939)                    | 068 |        |
| augusztus 15. | Maurice Letchford             | olimpiai bronzérmes (1928) kanadai birkózó                                           | 056 |        |
| augusztus 14. | Kisuczky Róbert               | labdarúgó, csatár                                                                    | 027 | —      |
| augusztus 13. | Ikeda Hajato                  | japán politikus, miniszterelnök (1960–1964)                                          | 065 |        |
| augusztus 11. | Harald Halvorsen              | olimpiai bajnok (1906) és ezüstérmes (1908) norvég tornász                           | 086 |        |
| augusztus 11. | Ybl Ervin                     | művészettörténész                                                                    | 075 | —      |
| augusztus 9.  | Creighton Hale                | amerikai színész                                                                     | 083 |        |
| augusztus 8.  | Jānis Balodis                 | lett katonatiszt és politikus                                                        | 084 |        |
| augusztus 7.  | Burány Nándor                 | festőművész, középiskolai tanár                                                      | 072 | —      |
| augusztus 6.  | Nancy Carroll                 | amerikai színésznő                                                                   | 061 |        |
| augusztus 6.  | Aksel Sandemose               | dán-norvég író                                                                       | 066 |        |
| augusztus 6.  | Everett Sloane                | amerikai színész (Aranypolgár ; Nyomoz a vőlegény)                                   | 055 |        |
| augusztus 5.  | Boško Simonović               | jugoszláv labdarúgókapus, edző, játékvezető és vezető                                | 076 | —      |
| augusztus 4.  | Ján Vojtaššák                 | szlovák katolikus pap, a Szepesi egyházmegye első szlovák püspöke                    | 087 | —      |
| augusztus 3.  | Horn Miklós                   | növénynemesítő                                                                       | 065 | —      |
| augusztus 2.  | Ture J:son Arne               | svéd régész                                                                          | 086 |        |
| augusztus 2.  | František Langer              | cseh író, drámaíró                                                                   | 077 | —      |
| augusztus 1.  | Haldor Halderson              | izlandi származású olimpiai bajnok (1920), Stanley-kupa-győztes kanadai jégkorongozó | 065 | —      |
| augusztus 1.  | John Miller                   | olimpiai bajnok (1924) amerikai evezős                                               | 062 |        |

## Július
| Dátum      | Név                        | Foglalkozás / tisztség | Kor | Forrás |
| ---------- | -------------------------- | --- | --- | ------ |
| július 31. | Kovács György              | fogorvos, szájsebész, író, műfordító                                                                                               | 065 | —      |
| július 31. | Pier Piccio                | olasz vadászpilóta az első világháborúban, a háború után politikus                                                                 | 084 | —      |
| július 30. | Tanizaki Dzsunicsiró       | japán író | 079 |        |
| július 28. | Edogava Ranpo              | japán krimiíró, irodalomkritikus                                                                                                   | 070 |        |
| július 28. | Minor Watson               | amerikai színész (Fiúk városa) | 075 |        |
| július 27. | Deák Pál                   | orvos, radiológus | 056 | —      |
| július 24. | Constance Bennett          | amerikai színésznő | 060 |        |
| július 24. | Szabó Pál Zoltán           | geográfus, a Mecsek tudományos feltárója                                                                                           | 063 | —      |
| július 22. | Chitz Klára                | zenepedagógus | 076 | —      |
| július 22. | Kostyala Árpád             | romániai magyar újságíró, műfordító                                                                                                | 075 | —      |
| július 21. | Harald Bergstedt           | dán író | 087 |        |
| július 21. | Robert J. Bulkley          | amerikai politikus, szenátor (Ohio, 1930–1939)                                                                                     | 084 | —      |
| július 21. | Robert Sjursen             | olimpiai bajnok (1920) norvég tornász                                                                                              | 074 | —      |
| július 20. | Kende Paula                | színésznő | 085 | —      |
| július 19. | Carl Albrecht              | német orvos, pszichoterapeuta, író                                                                                                 | 063 |        |
| július 19. | Clyde Beatty               | amerikai állatidomár, állatkert- és cirkusztulajdonos                                                                              | 062 |        |
| július 19. | Ingrid Jonker              | dél-afrikai afrikaans nyelvű író                                                                                                   | 031 |        |
| július 19. | Li Szin Man                | dél-koreai politikus, elnök (1948–1960)                                                                                            | 090 |        |
| július 19. | Safrankó Emánuel           | politikus, tanár, főispán, nagykövet, országgyűlési képviselő                                                                      | 075 | —      |
| július 18. | Jamada Otozó               | japán tábornok a második világháborúban, háborús bűnös                                                                             | 083 |        |
| július 18. | Refik Halit Karay          | török író, újságíró | 077 |        |
| július 18. | Szimonidesz Lajos          | evangélikus lelkész, tábori püspök, művelődéstörténész                                                                             | 080 | —      |
| július 15. | Flach János                | Ybl Miklós-díjas belsőépítész | 062 | —      |
| július 14. | Mahunka Imre               | plébános | 077 | —      |
| július 14. | Adlai Stevenson            | amerikai politikus, diplomata, szenátor (Illinois 1949–1953), ENSZ-nagykövet (1961–1965)                                           | 065 |        |
| július 13. | Laureano Gómez             | kolumbiai mérnök, újságíró, politikus, elnök (1950–1953)                                                                           | 076 |        |
| július 12. | Somogyi István             | református lelkész | 057 | —      |
| július 11. | Ray Collins                | amerikai színész | 075 |        |
| július 10. | Jacques Audiberti          | francia író, drámaíró, újságíró | 066 |        |
| július 10. | Leslie Wormald             | olimpiai bajnok (1912) brit evezős                                                                                                 | 074 |        |
| július 9.  | Louis Harold Gray          | brit fizikus, az ionizáló sugárzás biológiai hatásainak kutatója                                                                   | 059 | —      |
| július 9.  | Szakács Sándor             | színész | 047 | —      |
| július 8.  | Thomas Sigismund Stribling | amerikai író | 084 |        |
| július 8.  | Weiner Tibor               | Ybl Miklós-díjas magyar építész, egyetemi oktató, a Bauhaus és a szocreál építészet egyik legjelentősebb magyarországi képviselője | 058 |        |
| július 7.  | Erdélyi László             | közíró, újságíró | 068 | —      |
| július 7.  | Móse Sárett                | izraeli cionista politikus | 070 |        |
| július 7.  | Claude Thornhill           | amerikai dzsesszzongorista, zenekarvezető                                                                                          | 055 | [ 17 ] |
| július 6.  | Jean-Maurice Goossens      | belga olimpikon jégkorongozó | 073 | —      |
| július 5.  | Walter Ulrich              | Európa-bajnoki ezüstérmes csehszlovák jégkorongozó                                                                                 | 053 |        |
| július 1.  | Pietro Bianchi             | olimpiai bajnok (1912) olasz tornász                                                                                               | 082 | —      |
| július 1.  | Herbert Drury              | olimpiai ezüstérmes (1920 és 1924) kanadai születésű amerikai jégkorongozó                                                         | 070 | —      |

## Június
| Dátum      | Név                   | Foglalkozás / tisztség                                                | Kor | Forrás |
| ---------- | --------------------- | --------------------------------------------------------------------- | --- | ------ |
| június 30. | Bessie Barriscale     | amerikai színésznő                                                    | 081 |        |
| június 30. | Frank László          | újságíró, író, riporter, lapszerkesztő                                | 075 | —      |
| június 29. | Joseph Ryelandt       | belga zeneszerző, zenepedagógus                                       | 095 |        |
| június 28. | Farkas László         | romániai magyar orvos és helytörténész                                | 053 | —      |
| június 28. | Red Nichols           | amerikai kornettes, trombitás, zeneszerző, zenekarvezető              | 060 | —      |
| június 27. | Harry Porter          | olimpiai bajnok (1908) amerikai magasugró                             | 082 | —      |
| június 26. | Maurice Brocco        | francia kerékpárversenyző                                             | 082 |        |
| június 26. | Gyárfás József        | kísérletügyi főigazgató, mezőgazdasági kutató                         | 089 |        |
| június 26. | Palotás József        | élelmiszervegyész, főiskolai docens                                   | 062 | —      |
| június 26. | Frederick Toms        | olimpiai bronzérmes (1908) kanadai evezős                             | 080 |        |
| június 25. | Hans Krahe            | német filológus, nyelvész                                             | 067 |        |
| június 25. | Bertil Lindblad       | svéd csillagász                                                       | 069 |        |
| június 23. | Mary Boland           | amerikai színésznő                                                    | 083 |        |
| június 23. | Ernest S. Brown       | amerikai politikus, szenátor (Nevada, 1954)                           | 061 | —      |
| június 23. | Peter Malberg         | dán színész                                                           | 077 |        |
| június 22. | Piaras Béaslaí        | ír író, drámaíró, műfordító, politikus                                | 084 |        |
| június 22. | Mihail Cehanovszkij   | szovjet festő, illusztrátor, animációsfilm-rendező                    | 076 |        |
| június 22. | David O. Selznick     | amerikai producer                                                     | 063 | —      |
| június 21. | Kay Fisker            | dán építész                                                           | 072 |        |
| június 20. | Bernard Baruch        | amerikai pénzember, tőzsdespekuláns, államférfi és elnöki tanácsadó   | 094 | —      |
| június 20. | Brand Sándor          | jogász, földbirtokos, Zala vármegye alispánja                         | 077 | —      |
| június 17. | Hilario López         | mexikói labdarúgócsatár                                               | 057 | —      |
| június 16. | Bárdy Gabi            | színésznő, operett-primadonna                                         | 088 | —      |
| június 16. | Boldogfai Farkas Imre | festőművész, grafikus                                                 | 058 | —      |
| június 16. | Kiss Árpád            | református lelkész, tanár, szerkesztő                                 | 062 | —      |
| június 15. | Steve Cochran         | amerikai színész (A kiáltás)                                          | 048 |        |
| június 15. | Maurice Bouton        | olimpiai ezüstérmes (1920 és 1924) francia evezős                     | 073 |        |
| június 15. | Alfredo Guzzoni       | olasz tábornok                                                        | 088 |        |
| június 15. | Salamon Béla          | színész, színházigazgató, humorista, karcolat- és élcíró              | 060 | —      |
| június 14. | Kemény Zoltán         | szobrász                                                              | 058 | —      |
| június 13. | Martin Buber          | izraeli–osztrák vallásfilozófus                                       | 087 | —      |
| június 12. | Arnold Peter Møller   | dán üzletember, hajózási vállalkozó                                   | 088 |        |
| június 12. | Vas J. Jenő           | gyermekgyógyász                                                       | 083 | —      |
| június 12. | Weygand Tibor         | dalénekes, az egyik első magyar hangosfilm-zeneszerző és énekes       | 059 | [ 18 ] |
| június 11. | José Mendes Cabeçadas | portugál politikus, elnök (1926)                                      | 081 |        |
| június 10. | Kelly Anna            | énekesnő, előadóművész                                                | 045 | —      |
| június 9.  | Harold Hardman        | olimpiai bajnok (1908) angol labdarúgó                                | 083 |        |
| június 8.  | Erik Chisholm         | skót zeneszerző, zongoraművész, orgonista, karmester                  | 061 |        |
| június 8.  | Szabó Jenő            | erdélyi magyar újságíró, író, színpadi író                            | 074 | —      |
| június 7.  | Judy Holliday         | Oscar- és Golden Globe-díjas amerikai színésznő, énekesnő, komikus    | 043 |        |
| június 5.  | Eleanor Farjeon       | angol gyermekkönyv-író                                                | 084 |        |
| június 5.  | Vilmos                | svéd herceg                                                           | 080 |        |
| június 4.  | Lengyel Géza          | botanikus, agrobotanikus, a Magyar Tudományos Akadémia levelező tagja | 080 | —      |
| június 3.  | Hjalmar Riiser-Larsen | norvég pilóta, feltaláló, sarkkutató                                  | 074 |        |
| június 2.  | Nannie Doss           | amerikai sorozatgyilkos                                               | 059 | —      |
| június 1.  | Nagy Vince            | jogász, politikus                                                     | 079 | —      |

## Május
| Dátum             | Név                          | Foglalkozás / tisztség | Kor | Forrás |
| ----------------- | ---------------------------- | --- | --- | ------ |
| Ismeretlen nap    | Lóránt László                | költő, író, újságíró | 059 |        |
| május 30.         | Louis Hjelmslev              | dán nyelvész, az európai strukturalizmus képviselője                                                                          | 065 | —      |
| május 29.         | Vlagyimir Gargyin            | szovjet-orosz színész, filmrendező, forgatókönyvíró                                                                           | 088 |        |
| május 28.         | Kiss Kálmán                  | tanár, állami elemi iskolai igazgató                                                                                          | 066 | —      |
| május 25.         | Divéky Adorján               | történész, egyetemi tanár, az MTA levelező tagja, a Varsói Magyar Intézet igazgatója                                          | 084 | —      |
| május 25.         | Hornyánszky Miklós           | festő, grafikus, nyomdász | 069 | —      |
| május 24.         | Denzil Best                  | amerikai dzsesszdobos | 048 |        |
| május 23.         | Gladys Davies (Gladys Davis) | olimpiai ezüstérmes (1924) brit vívó                                                                                          | 071 |        |
| május 23. (k. n.) | Szántó Éva                   | nyelvész | 044 | —      |
| május 21.         | Geoffrey de Havilland        | angol repülőgép-tervezőmérnök                                                                                                 | 082 |        |
| május 20.         | Edgar Barth                  | német autóversenyző | 048 |        |
| május 20.         | Kristian Middelboe           | olimpiai ezüstérmes (1908) dán labdarúgó                                                                                      | 084 |        |
| május 20.         | Åke Söderblom                | svéd forgatókönyvíró, dalszövegíró                                                                                            | 055 | [ 20 ] |
| május 19.         | Maria Dąbrowska              | lengyel regény- és drámaíró, esszéista, műfordító, újságíró                                                                   | 075 | —      |
| május 19.         | Stefan Viggo Pedersen        | dán festő | 073 |        |
| május 18.         | Eli Cohen                    | izraeli kém | 040 |        |
| május 18.         | Sulyok Dezső                 | politikus, országgyűlési képviselő, Pápa város polgármestere                                                                  | 068 | —      |
| május 16.         | Knud Degn                    | olimpiai ezüstérmes (1924) dán vitorlázó                                                                                      | 085 |        |
| május 16.         | Földessy János               | ügyvéd, újságíró, nemzeti labdarúgó-játékvezető, sporttisztségviselő, a magyar labdarúgó-válogatott volt szövetségi kapitánya | 077 | —      |
| május 15.         | Hans Beyer                   | olimpiai bajnok (1912) norvég tornász                                                                                         | 075 | —      |
| május 15.         | Szász Károly                 | erdélyi magyar muzeológus, levéltáros, művészettörténész                                                                      | 045 | —      |
| május 14.         | Nina Koshetz                 | ukrán származású amerikai operaénekesnő (szoprán)                                                                             | 073 |        |
| május 14.         | Székely Jenő                 | költő, elbeszélő, gyógyszerészeti szakíró                                                                                     | 076 | —      |
| május 12.         | Roger Vailland               | francia író | 057 |        |
| május 9.          | Leopold Figl                 | osztrák politikus, külügyminiszter, kancellár (1945–1953)                                                                     | 062 |        |
| május 9.          | Nádrai Andor                 | gyermekorvos | 060 | —      |
| május 8.          | Szalontay Ferike             | színésznő | 080 | —      |
| május 7.          | Gottsegen György             | orvos, belgyógyász, az Országos Kardiológiai Intézet alapítója                                                                | 058 | —      |
| május 6.          | Jánosi József                | jezsuita szerzetes, filozófus, egyetemi tanár                                                                                 | 067 | —      |
| május 6.          | Oren E. Long                 | amerikai politikus, szenátor (Hawaii, 1959–1963)                                                                              | 076 | —      |
| május 6.          | Ernesto de Martino           | olasz antropológus, vallástörténész, filozófus                                                                                | 056 |        |
| május 5.          | John S. Waters               | amerikai filmrendező | 071 |        |
| május 3.          | Keserű Alajos                | olimpiai bajnok (1932) vízilabdázó, mesteredző                                                                                | 060 | —      |
| május 3.          | Szakasits Árpád              | újságíró, politikus, köztársasági elnök (1948–1949), tanácselnök (1949–1950)                                                  | 076 |        |
| május 2.          | Julianus Wagemans            | olimpiai ezüstérmes (1920) belga tornász                                                                                      | 084 |        |
| május 1.          | Spike Jones                  | amerikai zenész | 053 |        |
| május 1.          | Kurt Sedlmayr                | Kossuth-díjas növénynemesítő, növénybiológus, az MTA tagja                                                                    | 064 | —      |

## Április
| Dátum       | Név                         | Foglalkozás / tisztség                                                                | Kor | Forrás |
| ----------- | --------------------------- | ------------------------------------------------------------------------------------- | --- | ------ |
| április 30. | Helen Chandler              | amerikai színésznő (Drakula)                                                          | 059 |        |
| április 30. | Lyka Károly                 | művészettörténész, kritikus, festő                                                    | 096 | —      |
| április 29. | Finn Münster                | olimpiai bajnok (1906) norvég tornász                                                 | 078 | —      |
| április 28. | Ferdinand Bordewijk         | holland író                                                                           | 080 |        |
| április 28. | Devecseriné Guthi Erzsébet  | operaénekes, író, műfordító                                                           | 072 | —      |
| április 28. | Erik Klem                   | olimpiai ezüstérmes (1906) dán tornász                                                | 078 | —      |
| április 28. | Szapáry Lajos               | nagybirtokos főnemes, jogász, politikus, főispán, országgyűlési képviselő             | 078 | —      |
| április 27. | Edward R. Murrow            | Grammy-díjas amerikai rádiós-tévés műsorvezető                                        | 057 | —      |
| április 26. | Aaron Avshalomov            | orosz-zsidó származású amerikai zeneszerző                                            | 070 | [ 21 ] |
| április 25. | Roberto Battaglia           | olimpiai (1952) és világbajnok olasz párbajtőrvívó                                    | 055 | —      |
| április 25. | Dicenty Dezső               | szőlész, agrogeológus                                                                 | 085 | —      |
| április 24. | Louise Dresser              | amerikai színésznő                                                                    | 086 | —      |
| április 23. | George Adamski              | lengyel származású amerikai ufológus                                                  | 074 |        |
| április 23. | Herold Jansson              | olimpiai bajnok (1920) dán tornász, műugró                                            | 065 |        |
| április 22. | Grosz Sándor                | erdélyi magyar újságíró, sportriporter                                                | 056 | —      |
| április 21. | Edward Victor Appleton      | Nobel-díjas brit csillagász, fizikus                                                  | 072 |        |
| április 21. | Esztó Péter                 | Kossuth-díjas bányamérnök, egyetemi tanár                                             | 080 |        |
| április 21. | Izsák Imre Gyula            | matematikus, fizikus, csillagász, égi mechanikus                                      | 036 |        |
| április 20. | Dick Wessel                 | amerikai színész (Ebadta kutyakölykök)                                                | 052 |        |
| április 19. | George Dietz                | olimpiai bajnok (1904) amerikai evezős                                                | 085 |        |
| április 18. | Guillermo González Camarena | mexikói kutató, villamosmérnök, a színes televíziózás egyik úttörője                  | 048 | —      |
| április 18. | Olin D. Johnston            | amerikai politikus, szenátor (Dél-Karolina, 1945–1965)                                | 068 | —      |
| április 18. | Renzo Minoli                | olimpiai (1928) és világbajnok (1931 és 1933) olasz párbajtőrvívó                     | 060 | —      |
| április 17. | Aimée Antoinette Camus      | francia botanikus                                                                     | 085 | —      |
| április 17. | Melczer Lilla               | országgyűlési képviselő, a negyedik nő, aki bejutott a parlamentbe                    | 074 | —      |
| április 16. | Sydney Chaplin              | angol színész, Charlie Chaplin színész féltestvére                                    | 080 |        |
| április 16. | Walter Gyula                | erdélyi magyar költő, szerkesztő                                                      | 073 |        |
| április 13. | Gheorghe Ciolac             | román válogatott labdarúgó                                                            | 056 | —      |
| április 13. | Müller Géza                 | erdélyi magyar gépészmérnök, műszaki szakíró, egyetemi előadó                         | 068 | —      |
| április 13. | Herman Rosse                | holland-amerikai építész, illusztrátor, festő, színházi tervező és művészeti igazgató | 078 |        |
| április 10. | Linda Darnell               | amerikai színésznő                                                                    | 041 |        |
| április 10. | Carolina Otero              | spanyol származású franciaországi táncosnő, színésznő és kurtizán                     | 096 | [ 22 ] |
| április 9.  | Kossa István                | politikus, eszperantista, szakszervezeti vezető, országgyűlési képviselő és miniszter | 061 | —      |
| április 9.  | Sherman Minton              | amerikai politikus, szenátor (Indiana, 1935–1941)                                     | 074 |        |
| április 8.  | Agárdi László               | irodalomtörténész, író, piarista szerzetes, római katolikus pap                       | 081 | —      |
| április 8.  | Elekes Dezső                | jogász, statisztikus, demográfus                                                      | 075 |        |
| április 8.  | Lars Hanson                 | svéd színész                                                                          | 078 |        |
| április 7.  | Albert Gutterson            | olimpiai bajnok (1912) amerikai atléta, távolugró                                     | 077 | —      |
| április 6.  | Balogh Elemér               | marxista filozófus, ideológus                                                         | 047 | —      |
| április 6.  | Rozinek Artúr               | gépész- és elektromérnök, feltaláló                                                   | 081 | —      |
| április 5.  | Csokonai Vitéz Gizella      | költő, könyvtáros                                                                     | 070 | —      |
| április 5.  | Dornyay Béla                | középiskolai tanár, helytörténész, muzeológus és kutató                               | 078 | —      |
| április 5.  | Lánczy Margit               | színésznő                                                                             | 067 | —      |
| április 5.  | Szalay Sándor               | Európa-bajnok műkorcsolyázó                                                           | 071 | —      |
| április 3.  | Else Jacobsen               | olimpiai bronzérmes (1932) dán úszó                                                   | 053 |        |
| április 2.  | Jens Hundseid               | norvég politikus, miniszterelnök (1932–1933)                                          | 081 |        |
| április 2.  | Nils Kihlberg               | svéd színész                                                                          | 049 |        |
| április 1.  | Harry Crerar                | kanadai tábornok                                                                      | 076 |        |
| április 1.  | Helena Rubinstein           | lengyel-amerikai üzletasszony, műgyűjtő                                               | 092 |        |

## Március
| Dátum       | Név                    | Foglalkozás / tisztség | Kor | Forrás |
| ----------- | ---------------------- | --- | --- | ------ |
| március 30. | Jack Hatfield          | olimpiai ezüstérmes (1912) angol úszó; vízilabdázó                                                                                                   | 071 | —      |
| március 30. | Philip Showalter Hench | Nobel-díjas amerikai orvos | 069 | —      |
| március 30. | Richard Schweizer      | svájci forgatókönyvíró | 064 |        |
| március 29. | Gösta Adrian-Nilsson   | svéd festő, grafikus, író | 080 |        |
| március 29. | Eric Brook             | angol válogatott labdarúgó | 057 | —      |
| március 29. | Wilhelm Worringer      | német művészettörténész | 084 |        |
| március 28. | Richard Beesly         | olimpiai bajnok (1928) brit evezős | 057 |        |
| március 28. | Clemence Dane          | angol író, forgatókönyvíró | 077 |        |
| március 28. | Mária                  | brit királyi hercegnő | 067 |        |
| március 26. | Alice Herz             | német-amerikai feminista, antifasiszta, háborúellenes aktivista                                                                                      | 082 |        |
| március 25. | Viola Liuzzo           | amerikai polgárjogi aktivista | 039 | —      |
| március 25. | Vajda László           | filmrendező, forgatókönyvíró, vágó | 058 |        |
| március 23. | Imreh Zsigmond         | festőművész | 064 |        |
| március 23. | Mae Murray             | amerikai színésznő, táncosnő, forgatókönyvíró, producer                                                                                              | 079 |        |
| március 22. | Mario Bonnard          | olasz színész, filmrendező | 075 |        |
| március 22. | Ján Valašťan Dolinský  | szlovák zeneszerző, népzenegyűjtő, tanár, újságíró, eszperantista                                                                                    | 073 | —      |
| március 21. | Buza Lajos             | válogatott labdarúgó, középfedezet | 063 |        |
| március 19. | Gheorghe Gheorghiu-Dej | román kommunista politikus, párttitkár, miniszterelnök                                                                                               | 063 |        |
| március 19. | Kuncz Ödön             | jogász, közgazdász, a Magyar Tudományos Akadémia levelező tagja                                                                                      | 081 | —      |
| március 18. | Fárúk                  | Egyiptom királya (1936–1952) | 045 | —      |
| március 17. | Nancy Cunard           | brit író és politikai aktivista | 069 |        |
| március 17. | Mitrovics Gyula        | filozófus, esztéta, neveléstudós, pedagógiai író, az MTA levelező tagja                                                                              | 093 | —      |
| március 16. | Paul Apel              | német szociáldemokrata politikus, antifasiszta ellenálló                                                                                             | 068 |        |
| március 16. | Jacob E. Bang          | dán üvegtervező | 065 |        |
| március 16. | Antonio Bisigato       | olasz labdarúgócsatár, edző | 053 | —      |
| március 16. | William C. Feazel      | amerikai politikus, szenátor (Louisiana, 1948) | 069 | —      |
| március 16. | Vámos Soma             | nemzeti labdarúgó-játékvezető | 083 | —      |
| március 15. | Kniezsa István         | Kossuth-díjas nyelvész, nyelvtörténész, szlavista, a Magyar Tudományos Akadémia tagja                                                                | 066 | —      |
| március 15. | Szántó Lajos           | festőművész, grafikus | 075 | —      |
| március 14. | Frederick Browning     | amerikai katonatiszt | 068 |        |
| március 14. | Marion Jones Farquhar  | amerikai teniszező | 085 |        |
| március 14. | Lenz József            | nagykereskedő, kereskedelmi tanácsos | 067 | —      |
| március 13. | Corrado Gini           | olasz statisztikus, közgazdász, szociológus | 080 |        |
| március 13. | János Viktor           | az Alfa Romeo konstruktőre | 073 | —      |
| március 13. | Fan Noli               | albán politikus, ortodox egyházi vezető, műfordító és költő, miniszterelnök (1924)                                                                   | 083 | —      |
| március 12. | George Călinescu       | román kritikus, irodalomtörténész, író, újságíró, a Román Akadémia tagja                                                                             | 065 | —      |
| március 11. | Søren Sørensen         | olimpiai ezüstérmes (1920) dán tornász | 067 | —      |
| március 10. | Jean Boyer             | francia filmrendező, (A faljáró); (Nyugodj meg, kedves!) forgatókönyvíró                                                                             | 063 |        |
| március 10. | Ladányi Ferenc         | Kossuth-díjas színész, színigazgató | 055 |        |
| március 9.  | Fridrich Lajos         | építész, székesfővárosi műszaki tanácsos | 081 | —      |
| március 9.  | Ratkovszky Ferenc      | Kossuth-díjas gépészmérnök, a Magyar Tudományos Akadémia rendes tagja                                                                                | 064 | —      |
| március 8.  | Urho Castrén           | finn politikus, miniszterelnök (1944) | 078 |        |
| március 8.  | Tadd Dameron           | amerikai dzsesszzongorista, hangszerelő, zeneszerző                                                                                                  | 048 | —      |
| március 8.  | Urbán Lajos            | újságíró, politikus | 083 | —      |
| március 7.  | Battenbergi Lujza      | svéd királyné | 075 |        |
| március 7.  | Krizsán P. Pál         | romániai magyar újságíró, szerkesztő | 073 | —      |
| március 6.  | Margaret Dumont        | amerikai színésznő (Kacsaleves ; Botrány az operában)                                                                                                | 082 |        |
| március 6.  | Jules Goux             | francia autóversenyző | 079 | —      |
| március 6.  | Sonja Graf             | német-amerikai sakkozó, női nemzetközi mester | 056 | —      |
| március 6.  | Sólyom Ida             | színésznő | 044 | —      |
| március 5.  | Csen Cseng             | kínai politikus és katona volt a Kínai Köztársaságban, és a Kuomintang egyik parancsnoka a második kínai–japán háború és a kínai polgárháború idején | 068 |        |
| március 1.  | Dobó Ferenc            | jogász, jogi szakíró, szerkesztő, műfordító | 078 | —      |
| március 1.  | Nagy Oszkár            | festő, grafikus | 071 | —      |

## Február
| Dátum       | Név                                                          | Foglalkozás / tisztség | Kor | Forrás |
| ----------- | ------------------------------------------------------------ | --- | --- | ------ |
| február 28. | Jens Chievitz                                                | dán tornász, olimpikon | 076 | —      |
| február 28. | Adolf Schärf                                                 | osztrák ügyvéd, politikus, alkancellár, majd Ausztria szövetségi elnöke                                                               | 074 | —      |
| február 26. | Julius Skutnabb                                              | olimpiai bajnok (1924) finn gyorskorcsolyázó                                                                                          | 075 |        |
| február 26. | Władysław Starewicz (Vlagyiszlav Alekszandrovics Sztarevics) | lengyel-orosz animációsfilm-készítő                                                                                                   | 082 |        |
| február 24. | Juhász Attila                                                | aradi magyar újságíró | 068 | —      |
| február 24. | James P. Kem                                                 | amerikai politikus, szenátor (Missouri, 1947–1953)                                                                                    | 074 | —      |
| február 24. | Sebestyén Géza                                               | színész, színházi főügyelő | 060 | —      |
| február 23. | Herberts Cukurs                                              | lett pilóta, tömeggyilkos, háborús bűnös                                                                                              | 064 |        |
| február 23. | John Kitzmiller                                              | afroamerikai színész, aki leginkább európai – főként olasz – filmekben játszott                                                       | 051 |        |
| február 23. | Stan Laurel                                                  | amerikai színész, komikus (Stan és Pan)                                                                                               | 074 |        |
| február 22. | Paul Lob                                                     | svájci jégkorongozó, olimpikon | 071 | —      |
| február 21. | Bruder Ferenc                                                | romániai magyar újságíró, szerkesztő                                                                                                  | 070 | —      |
| február 21. | Mahmúd Mohtár                                                | válogatott, egyiptomi labdarúgó, olimpikon                                                                                            | 059 |        |
| február 21. | Huszár Géza                                                  | matematikus, közgazdász, a járadékszámítás, a biztosítási számítások és az interpolációszámítás szakértője                            | 069 | —      |
| február 21. | Malcolm X                                                    | afroamerikai muzulmán pap, fekete nacionalista, emberjogi aktivista                                                                   | 039 |        |
| február 18. | Alberto Achá                                                 | bolíviai válogatott labdarúgó | 044 |        |
| február 15. | Nat King Cole                                                | amerikai dzsessz-zenész, énekes, zongorista                                                                                           | 045 |        |
| február 15. | Rolf Lefdahl                                                 | olimpiai ezüstérmes(1908) norvég tornász                                                                                              | 082 | —      |
| február 15. | Porpáczy Aladár                                              | Kossuth-díjas kertészmérnök, növénynemesítő, a magyar korszerű gyümölcsnemesítés megalapítója és megszervezője, az MTA levelező tagja | 061 | —      |
| február 15. | Zsadányi Guidó                                               | muzeológus | 040 |        |
| február 14. | Kozlay Kálmán                                                | evangélikus lelkész, gimnáziumi tanár, fényképész                                                                                     | 074 | —      |
| február 13. | Humberto Delgado                                             | portugál katonatiszt és politikus | 058 | —      |
| február 12. | Halmai János                                                 | számvevőségi tisztviselő, katonatiszt, országgyűlési képviselő                                                                        | 067 | —      |
| február 12. | Koleszár László                                              | sebészorvos, egyetemi magántanár, orvosi szakíró                                                                                      | 076 | —      |
| február 12. | Eduard Munninger                                             | osztrák író, pedagógus, zenész, misztikus                                                                                             | 063 | —      |
| február 12. | Pekri Géza                                                   | erdélyi magyar emlékíró | 079 | —      |
| február 11. | Vitalij Csehover                                             | szovjet-orosz sakkozó, sakkfeladványszerző                                                                                            | 056 |        |
| február 11. | Zöldhelyi Anna                                               | színésznő | 068 | —      |
| február 10. | Vilmos Frigyes                                               | schleswig–holsteini herceg | 073 |        |
| február 10. | Hans Weber                                                   | svájci labdarúgó-középpályás | 030 | —      |
| február 7.  | André d’Hormon                                               | francia sinológus, diplomáciai tanácsadó, a Pekingi Egyetem professzora                                                               | 083 | —      |
| február 5.  | Irving Bacon                                                 | amerikai színész | 071 |        |
| február 4.  | Bodó Richárd                                                 | orvos, farmakológus, egyetemi tanár                                                                                                   | 069 | —      |
| február 2.  | Rolf Johannessen                                             | norvég labdarúgóhátvéd, sportvezető                                                                                                   | 054 | —      |
| február 2.  | Kiss Lajos                                                   | néprajzkutató, etnográfus, muzeológus                                                                                                 | 083 | —      |
| február 1.  | José Durand Laguna                                           | argentin válogatott labdarúgó, edző                                                                                                   | 079 | —      |
| február 1.  | Angelo Rotta                                                 | olasz katolikus pap, magyarországi apostoli nuncius 1930-tól 1945-ig, az 1944-es embermentésért Világ Igaza kitüntetésben részesült   | 092 | —      |

## Január
| Dátum              | Név                               | Foglalkozás / tisztség                                                                         | Kor | Forrás |
| ------------------ | --------------------------------- | ---------------------------------------------------------------------------------------------- | --- | ------ |
| január 30.         | Babe Slater                       | olimpiai bajnok (1920 és 1924) amerikai rögbijátékos                                           | 068 | —      |
| január 29.         | Jack Hylton                       | brit zenekarvezető, zongorista, énekes                                                         | 072 | —      |
| január 29.         | Michał Spisak                     | lengyel zeneszerző                                                                             | 050 |        |
| január 28.         | Maxime Weygand                    | francia tábornok, első- és második világháborús veterán                                        | 098 |        |
| január 27.         | C. Douglass Buck                  | amerikai politikus, szenátor (Delaware, 1943–1949)                                             | 074 |        |
| január 26.         | Richard Andvord                   | norvég diplomata                                                                               | 078 | —      |
| január 25.         | Vinzenz Dittrich                  | osztrák labdarúgóhátvéd, edző                                                                  | 071 | —      |
| január 24.         | Bokros Birman Dezső               | szobrász- és festőművész, grafikus, illusztrátor                                               | 075 | —      |
| január 24.         | Winston Churchill                 | angol politikus, író, történész, miniszterelnök (1941–1945, 1951–1955)                         | 090 |        |
| január 24.         | Nyikolaj Losszkij                 | orosz idealista filozófus                                                                      | 094 |        |
| január 23.         | Bodócs István                     | fizikus, meteorológus                                                                          | 077 | —      |
| január 21.         | Földes Pál                        | orvos, mikrobiológus                                                                           | 053 | —      |
| január 21.         | Dixie Bibb Graves                 | amerikai politikus, szenátor (Alabama, 1937–1938)                                              | 082 | —      |
| január 21.         | Mikecz Ödön                       | ügyvéd, főispán, igazságügy-miniszter                                                          | 070 | —      |
| január 20.         | Alan Freed                        | amerikai lemezlovas, dalszerző                                                                 | 043 |        |
| január 19.         | Arnold Luhaäär                    | olimpiai ezüstérmes (1928) észt súlyemelő                                                      | 059 | —      |
| január 19.         | Maurice Pate                      | amerikai humanitárius üzletember, az ENSZ Gyermekalapjának társalapítója, és első főigazgatója | 070 | —      |
| január 18.         | Ramón Gil (Moncho Gil)            | olimpiai ezüstérmes (1920) spanyol labdarúgó                                                   | 067 |        |
| január 17.         | Hans Marchwitza                   | német diplomata, újságíró, önéletrajzíró, író és költő                                         | 074 | —      |
| január 16.         | Engelberg Dezső                   | újságíró                                                                                       | 070 | —      |
| január 15.         | Josep Francesc Ràfols i Fontanals | katalán építész, festő, művészettörténész                                                      | 075 |        |
| január 15.         | Sárkány Gábor                     | temesvári magyar újságíró, lapszerkesztő                                                       | 086 | —      |
| január 14.         | Jeanette MacDonald                | amerikai színésznő, énekesnő                                                                   | 061 |        |
| január 12.         | Lorraine Hansberry                | amerikai író, színházi rendező, forgatókönyvíró, drámaíró és aktivista                         | 034 |        |
| január 11.         | Halasi-Fischer Ödön               | nagykereskedő, lapszerkesztő, részvénytársaság-igazgató                                        | 079 | —      |
| január 11.         | Pázmán Ferenc                     | színész, énekes, akvarista                                                                     | 091 | —      |
| január 10.         | Behr Blanka                       | írónő                                                                                          | 083 | —      |
| január 10.         | Frederick Fleet                   | a hat őrszem egyike a Titanic legénységéből                                                    | 077 | —      |
| január 10.         | Hefty Frigyes                     | az Osztrák–Magyar Légjáró Csapatok pilótája                                                    | 070 | –      |
| január 10. (k. n.) | Kösztner Vilmos                   | nemzetközi labdarúgó-játékvezető                                                               | 048 | —      |
| január 8.          | Borisz Barnet                     | szovjet-orosz filmrendező                                                                      | 062 | —      |
| január 7.          | Sarah Edwards                     | amerikai színésznő (A püspök felesége)                                                         | 083 |        |
| január 6.          | Søren Marinus Jensen              | olimpiai bajnok (1906) dán birkózó                                                             | 085 |        |
| január 6.          | Victor Purcell                    | brit gyarmati köztisztviselő, történész, költő, sinológus                                      | 068 | —      |
| január 6.          | Szabó József                      | dzsesszzongorista, zeneszerző                                                                  | 039 | —      |
| január 4.          | Bihari Ferenc                     | válogatott labdarúgó, kapus                                                                    | 075 | —      |
| január 4.          | T. S. Eliot                       | Nobel-díjas amerikai író, költő, drámaíró, kritikus                                            | 076 |        |
| január 1.          | Emma Asson                        | észt pedagógus, politikus, az észt parlament első női képviselője                              | 075 |        |
| január 1.          | Firtosi József Dezső              | festőművész, hitoktató, művészeti és mértani rajztanár                                         | 078 | —      |